# Rubus braeuckeriformis
Rubus braeuckeriformis är en rosväxtart som beskrevs av Heinrich E. Weber. Rubus braeuckeriformis ingår i släktet rubusar, och familjen rosväxter. Inga underarter finns listade i Catalogue of Life.